# Harlow

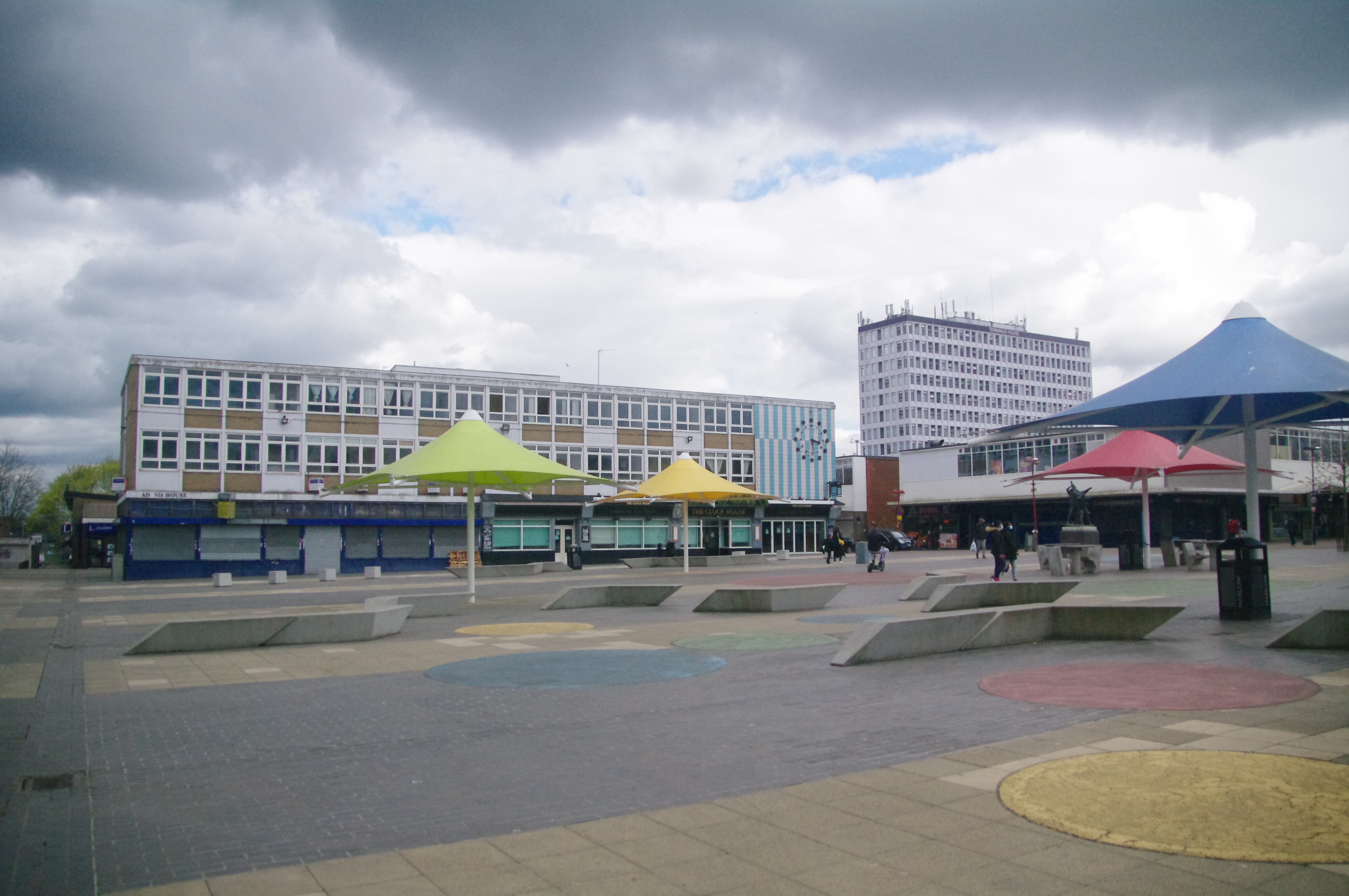
Harlow, Town Centre, Market Square

Harlow ist eine Stadt und ein District in Essex im Südosten Englands. Sie entstand 1947 als New Town aus den Ortschaften Harlow, Great Parndon, Latton, Little Parndon und Netteswell und ist heute mit circa 80.000 Einwohnern eine der größten der nordöstlichen Vorstädte Londons.
Harlow war die erste britische Stadt, die mit einer Fußgängerzone in der Innenstadt ausgestattet wurde; außerdem entstand hier 1951 das erste Wohnhochhaus des Landes; es steht heute unter Denkmalschutz.

## Lage
Harlow liegt rund 30 km nordöstlich von Londons Stadtzentrum. Es verfügt über einen Autobahnanschluss an der M11 (London–Cambridge) und über zwei Bahnhöfe an der West Anglia Main Line (Harlow Town und Harlow Mill). Der River Stort fließt im Norden sowie der Todd Brook im Süden und der Canons Brook im Westen der Stadt.

## Geschichte
Die Gegend ist seit dem Neolithikum besiedelt; in Parndon wurde eine Axt gefunden, die auf ca. 6000 v. Chr. datiert wurde. Es gibt die Reste eines römischen Tempels. Der Ortsname Harlow deutet auf eine Gründung durch die Angelsachsen. Harlow wurde in der Magna Charta erwähnt und blieb lange Zeit ein typisches Landdorf.

## Politik
Harlow ist ein Wahlkreis für das Britische Unterhaus und wird seit 2010 von Robert Halfon (Conservative Party) vertreten. Er konnte sich mit einem Vorsprung von 4925 Stimmen gegen den Amtsinhaber Bill Rammell (Labour Party) durchsetzen.
Der Ausbau als New Town nach dem Zweiten Weltkrieg geht auf den Stadtplaner Sir Frederick Gibberd zurück.

## Sport
Harlow ist Heimat des Fußball-Clubs Harlow Town F.C.

## Partnerstädte
- Havířov, Tschechien
- Prag 15, Tschechien
- Stavanger, Norwegen
- Tingalpa, Australien
- Vélizy-Villacoublay, Frankreich

## Persönlichkeiten

### Söhne und Töchter von Harlow
- Sarah Flower Adams (1805–1848), Dichterin
- Martin Taylor (* 1956), Gitarrist
- Rik Mayall (1958–2014), Schauspieler
- Nick Kamen (1962–2021), Pop-Sänger
- Mike Fibbens (* 1968), Schwimmer
- Victoria Beckham (* 1974), Sängerin
- Peter Cousins (* 1981), Judoka, Vize-Weltmeister
- Shaun Murphy (* 1982), Snookerspieler
- Daryl Selby (* 1982), Squashspieler
- Hannah Fry (* 1984), Mathematikerin
- Darren Ambrose (* 1984), Fußballspieler
- Chloe Rogers (* 1985), Hockeyspielerin
- Charlie Daniels (* 1986), Fußballspieler
- Julia Lopez (* 1986), Politikerin
- Rupert Grint (* 1988), Schauspieler
- Harry Eden (* 1990), Schauspieler
- Charlotte Spencer (* 1991), Schauspielerin
- Carl Jenkinson (* 1992), Fußballspieler
- Laura Trott (* 1992), Radrennfahrerin
- Theo Stevenson (* 1998), Schauspieler
- Kian Ronan (* 2001), Fußballspieler

### Mit Harlow verbunden
- Glenn Hoddle (* 1957), Fußballspieler und -trainer
- Jodie Marsh (* 1978), Model